# Хосе Веласкес (венесуельський футболіст)
Хосе Мануель Веласкес (ісп. José Manuel Velázquez, нар. 8 вересня 1990, Сьюдад-Болівар) — венесуельський футболіст, захисник клубу «Ароука».
Виступав, зокрема, за «Панатінаїкос» та «Ароуку», а також національну збірну Венесуели.

## Клубна кар'єра
У дорослому футболі дебютував 2007 року виступами за клуб-дебютант венесуельської Прімери «Гуарос де Лара», в якому провів один сезон, взявши участь у 14 матчах чемпіонату.
З 2008 року захищав кольори «Депортіво Ансоатегі», який отримав за підсумками минулого сезону право виступати в Кубку Лібертадорес. З «Депортіво» Веласкес став володарем Кубка Венесуели 2008 року.
Своєю грою за останню команду привернув увагу представників тренерського штабу клубу «Вільярреал», на початку 2010 року був заявлений за другу команду, що виступала в Сегунді, але лише одного разу потрапив до їхньої розширеної заявки на матч, так і не вийшовши на поле. Через це за рік Веласке був відданий в оренду в клуб «Мінерос де Гуаяна», з яким виграв свій другий Кубок Венесуели.
В липні 2012 року на правах вільного агента уклав контракт з грецьким «Панатінаїкосом», у складі якого провів наступні півтора року своєї кар'єри гравця, проте знову закріпитись у Європі не зумів і на початку 2014 року повернувся в «Мінерос де Гуаяна».
Влітку 2015 року став гравцем португальської «Ароуки». Відтоді встиг відіграти за клуб з Ароуки 23 матчі в національному чемпіонаті.

## Виступи за збірні
Веласкес виступав за збірну Венесуели для гравців до 15 років, разом з якою зайняв 4 місце на юнацькому чемпіонаті Південної Америки.
Протягом 2008—2009 років залучався до складу молодіжної збірної Венесуели, разом з якою брав участь у домашньому для себе чемпіонаті Південної Америки 2009 року, де команда фінішувала четвертою, а сам Хосе відзначився голом у ворота Уругваю. Континентальний успіх дозволив венесуельцям взяти участь у молодіжному чемпіонаті світу 2009 року у Єгипті, де команда дійшла до 1/8 фіналу. На світовій першості Веласкес, відігравши всі матчі без замін, також забив гол у матчі групового етапу проти Таїті. Загалом на молодіжному рівні зіграв у 13 офіційних матчах, забив 2 голи.
28 березня 2009 року дебютував в офіційних іграх у складі національної збірної Венесуели, відігравши весь матч проти збірної Аргентини в рамках відбіркового турніру до чемпіонату світу 2010 року, який був програний з рахунком 0:4. Перший гол у складі збірної Веласкес забив 13 травня 2009 року в товариській зустрічі з Коста-Рикою.
У складі збірної був учасником розіграшу Кубка Америки 2016 року у США.
Наразі провів у формі головної команди країни 17 матчів, забивши 2 голи.

## Досягнення
- Володар Кубка Венесуели: 2008, 2011